# Villamassargia
Villamassargia là một đô thị ở tỉnh Sud Sardegna trong vùng Sardegna, có cự ly khoảng 40 km về phía tây của Cagliari và khoảng 20 km về phía đông bắc của Carbonia. Tại thời điểm ngày 31 tháng 12 năm 2004, đô thị này có dân số 3.755 người và diện tích là 91,5 km².
Villamassargia giáp các đô thị: Domusnovas, Iglesias, Musei, Narcao, Siliqua.